# Tol

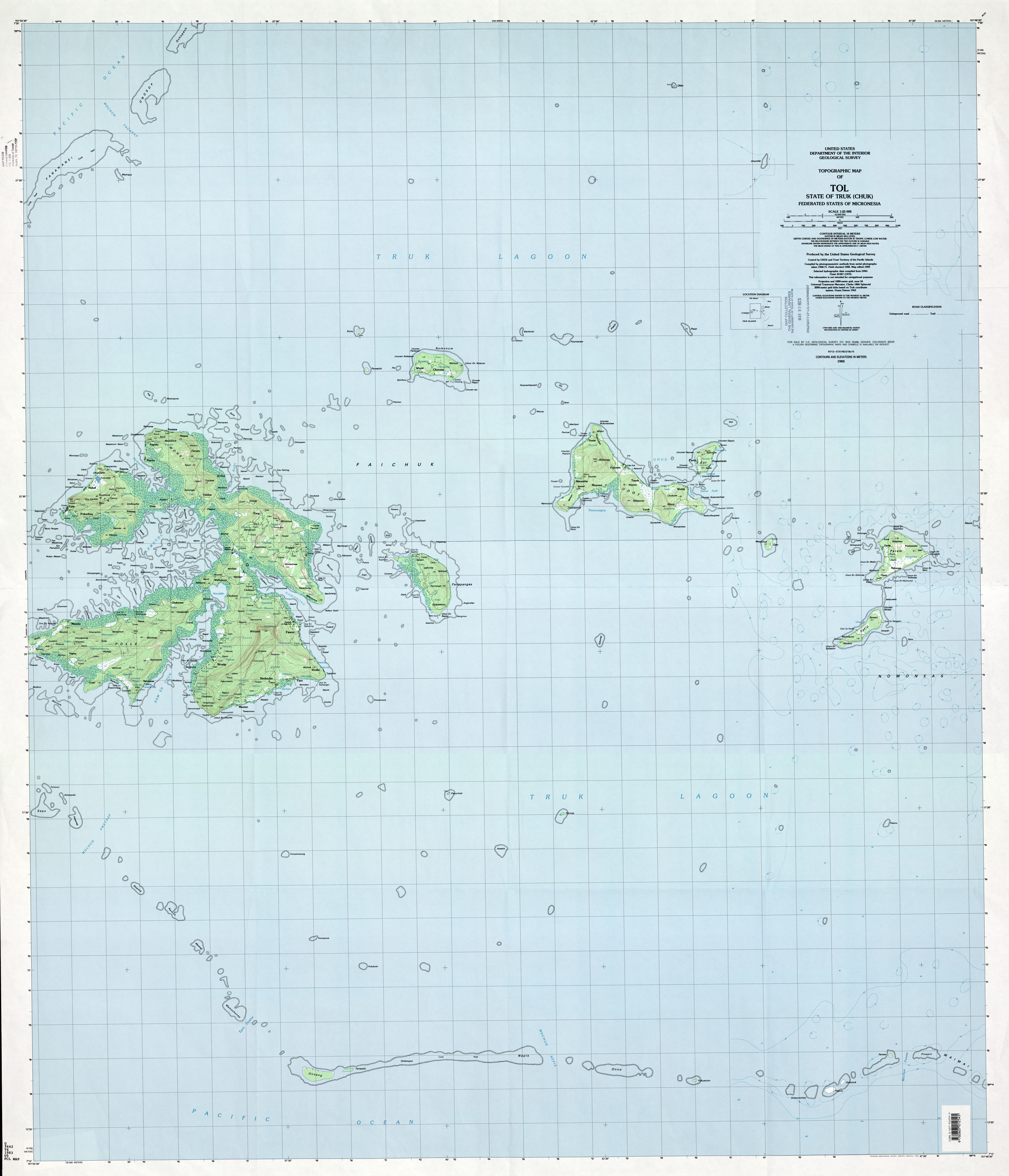
Topographisches Kartenblatt 1:25.000 mit Tol

Tol ist eine Insel von Chuuk, einem Teilstaat der Föderierten Staaten von Mikronesien. Sie liegt im Westen der Lagune des Chuuk-Atolls (Chuuk-Inseln) und zählt zur Gruppe der Faichuk Islands.

## Geographie
Tol ist nach Weno und Fefan die drittgrößte Insel des Atolls Chuuk. Die Insel ist dicht bewaldet und durchweg hügelig. Höchster Punkt der Insel – und des gesamten Bundesstaats Chuuk – ist der in der Inselmitte gelegene Mount Winipot oder Mount Tumuital (443 m). Direkt an die Nordostküste von Tol grenzt die Nachbarinsel Wonei, an die Westküste die Insel Polle. Diese beiden Nachbarinseln sind die viert- und fünftgrößte des Atolls Chuuk.
Tol ist von den Nachbarinseln Wonei und Polle durch Mangrovenwälder getrennt, durch die schmale Gräben gezogen wurden, um sie für Boote passierbar zu machen.
Zwischen Tol und Wonei liegt der Kanal Netutu, der 900 Meter lang, aber nur wenige Meter breit ist. Über ihn führt eine Brücke. Er wurde von den japanischen Besatzern während des Zweiten Weltkriegs angelegt.
Zwischen Tol und Polle liegt der Kanal Neout (Neaut), der 650 lang und 20 bis 30 Meter breit ist. Über ihn führt ebenfalls eine Brücke.
Auch die nördliche Nachbarinsel Wonei ist von einer weiteren Insel im Westen, Paata, ebenfalls nur durch einen schmalen Bootskanal, den Anikunap, getrennt. Eigentlich sind diese beiden Inseln 1100 Meter voneinander entfernt, aber durch einen großflächigen, mindestens 500 Meter breiten Mangrovenbewuchs miteinander verbunden, aus dem sich zwei weitere kleine Inseln, Onas und Anakun, erheben.
Dadurch erscheinen die vier großen Inseln im kleineren Maßstab als eine. Gelegentlich werden die drei übrigen Inseln als Nebeninseln von Tol aufgefasst, bzw. die vier Inseln als eine. Tol im weiteren Sinne umfasst eine Fläche von 34 km².
Fast alle Küstenregionen von Tol sind besiedelt. Nach der Volkszählung von 2010 leben 4579 Menschen auf der Insel bzw. 7822 auf den vier eng benachbarten Inseln.
Tol gliedert sich in acht traditionelle Distrikte, beginnend im Norden und im Uhrzeigersinn: Wichukuna, Chukiono, Fason, Unifei, Faro, Nechocho, Munien und Onip. Die nahezu gleichen Namen bezeichnen Dörfer bzw. Orte auf der topographischen Karte von 1983: Wichukuno, Chuienu, Fason, Winifei, Faro, Nechocho, Munien und Wonip.
Andere Quellen erwähnen weitere Dörfer (Amwachang oder Amachang, Foup, Netiw) oder Namensvarianten (Foson, Wineifei). Verwaltungssitz ist Fason an der Ostküste, wo auch die Faichuk Junior High School angesiedelt ist. Als größter Ort wurde bei der Volkszählung 1980 Onip (Wonip) mit einer Bevölkerung von 731 ausgewiesen.